# Werner Lička
Werner Lička (Hlučín, 15 settembre 1954) è un allenatore di calcio ed ex calciatore cecoslovacco, di ruolo attaccante.Campione Olimpico con la Nazionale cecoslovacca nelle Olimpiadi di Mosca del 1980. Nello stesso anno ottenne con la Cecoslovacchia il terzo posto ai Campionati Europei disputati in Italia. Dal 2007 è un dirigente del Baník Ostrava.

## Palmarès

### Giocatore

#### Nazionale
- Oro olimpico: 1

Mosca 1980

#### Individuale
- Capocannoniere del campionato cecoslovacco: 2

1979-1980 (18 gol), 1983-1984 (20 gol)